# Punta del Morro
Punta del Morro es una Punta de la península de Yucatán, en el estado de Campeche, México. Se encuentra aproximadamente 3 km al norte de Punta Seybaplaya; de hecho, ambas puntas forman parte del mismo accidente geográfico, existiendo una atractiva entrada de mar que las separa.

Está ubicada en las coordenadas 19°40′01″N 90°42′00″O / 19.66694, -90.70000.
Tanto Punta del Morro como Punta Seybaplaya se encuentran en el municipio de Champotón y entre ambas hay un buen número de playas turísticas. Las dos son referencia geográfica en la región.

## Toponimia
El Morro es un término español que significa "peñasco o porción de tierra". Hay incontables lugares en el mundo que reciben el nombre de El Morro.

## Puntas
En la Península de Yucatán el término Punta se utiliza para designar las formaciones relacionadas con la configuración de la costa. Por su morfología es posible distinguir dos tipos de Puntas: los extremos del cordón litoral que señalan las entradas de mar hacia los esteros y, por otro lado, las salientes de tierra hacia el mar, sean arenosas o pétreas, y que marcan un cambio de dirección en el trazo de la línea del litoral.